# Élections législatives de 1876 dans l'Aisne
Les élections législatives françaises de 1876 se déroulent les 20 février et 5 mars 1876. Dans le département de l'Aisne, huit députés sont à élire dans le cadre de huit circonscriptions.

## Élus
|   | Circonscription | Député élu            |  | Parti               |
| - | --------------- | --------------------- |  | ------------------- |
| + | Château-Thierry | Edmond de Tillancourt |  | Centre-gauche       |
| + | Laon-1          | Aimé Leroux           |  | Centre-gauche       |
| + | Laon-2          | Charles Fouquet       |  | Centre-gauche       |
| + | Saint-Quentin-1 | Henri Villain         |  | Gauche républicaine |
| + | Saint-Quentin-2 | François Malézieux    |  | Gauche républicaine |
| + | Soissons        | Victor Deviolaine     |  | Constitutionnel     |
| + | Vervins-1       | Joseph Soye           |  | Gauche républicaine |
| + | Vervins-2       | Edmond Turquet        |  | Gauche républicaine |

## Résultats

### Résultats à l'échelle du département
|                | Gauche républicaine  | 38 254  | 38,04  | 4 |  |  |
|                | Centre-gauche        | 40 693  | 40,47  | 3 |  |  |
|                | Gauche républicaine  | 78 947  | 78,51  | 7 |  |  |
|                |                      |         |        |   |  |  |
|                | Constitutionnels     | 9 147   | 9,1    | 1 |  |  |
|                | Bonapartistes        | 6 906   | 6,87   | 0 |  |  |
|                | Monarchistes         | 3 783   | 3,76   | 0 |  |  |
|                | Droites monarchistes | 19 836  | 19,73  | 1 |  |  |
|                | Autres               | 1 769   | 1,75   | 0 |  |  |
|                |                      |         |        |   |  |  |
| Inscrits       | Inscrits             | 147 835 | 100,00 |   |  |  |
| Abstentions    | Abstentions          | 42 143  | 28,51  |   |  |  |
| Votants        | Votants              | 105 692 | 71,49  |   |  |  |
| Blancs et nuls | Blancs et nuls       | 5 140   | 4,86   |   |  |  |
| Exprimés       | Exprimés             | 100 552 | 95,14  |   |  |  |

### Résultats par circonscription

#### Circonscription de Château-Thierry
|                  | Edmond de Tillancourt* | Centre-gauche  | 9 705                  | 100,00 |  |  |
|                  |                        |                |                        |        |  |  |
| Inscrits         | Inscrits               | Inscrits       | 16 725                 | 100,00 |  |  |
| Abstentions      | Abstentions            | Abstentions    | 5 372                  | 30,12  |  |  |
| Votants          | Votants                | Votants        | 11 687                 | 69,88  |  |  |
| Blancs et nuls   | Blancs et nuls         | Blancs et nuls | 1 010[réf. souhaitée]  | 7,62   |  |  |
| Exprimés         | Exprimés               | Exprimés       | 12 252[réf. souhaitée] | 92,38  |  |  |
| * député sortant |                        |                |                        |        |  |  |

#### Première circonscription de Laon
|                  | Aimé Leroux*           | Centre-gauche  | 13 856 | 85,25  |  |  |
|                  | René de La Tour du Pin | Monarchiste    | 1 506  | 9,27   |  |  |
|                  | Fraillon               | Divers         | 139    | 0,86   |  |  |
|                  |                        |                |        |        |  |  |
| Inscrits         | Inscrits               | Inscrits       | 22 634 | 100,00 |  |  |
| Abstentions      | Abstentions            | Abstentions    | 6 381  | 28,19  |  |  |
| Votants          | Votants                | Votants        | 16 253 | 71,81  |  |  |
| Blancs et nuls   | Blancs et nuls         | Blancs et nuls | 752    | 5,48   |  |  |
| Exprimés         | Exprimés               | Exprimés       | 15 501 | 95,37  |  |  |
| * député sortant |                        |                |        |        |  |  |

#### Seconde circonscription de Laon
|                  | Charles Fouquet* | Centre-gauche  | 11 127 | 61,46  |  |  |
|                  | Ernest Hébert    | Bonapartiste   | 6 906  | 38,14  |  |  |
|                  | Autres           |                | 72     | 0,40   |  |  |
|                  |                  |                |        |        |  |  |
| Inscrits         | Inscrits         | Inscrits       | 22 659 | 100,00 |  |  |
| Abstentions      | Abstentions      | Abstentions    | 4 454  | 19,66  |  |  |
| Votants          | Votants          | Votants        | 18 205 | 80,34  |  |  |
| Blancs et nuls   | Blancs et nuls   | Blancs et nuls | 100    | 0,64   |  |  |
| Exprimés         | Exprimés         | Exprimés       | 18 105 | 99,46  |  |  |
| * député sortant |                  |                |        |        |  |  |

#### Première circonscription de Saint-Quentin
|                  | Henri Villain* | Gauche républicaine | 9 523  | 100,00 |  |  |
|                  |                |                     |        |        |  |  |
| Inscrits         | Inscrits       | Inscrits            | 16 005 | 100,00 |  |  |
| Abstentions      | Abstentions    | Abstentions         | 5 023  | 31,38  |  |  |
| Votants          | Votants        | Votants             | 10 982 | 68,62  |  |  |
| Blancs et nuls   | Blancs et nuls | Blancs et nuls      | 1 459  | 13,29  |  |  |
| Exprimés         | Exprimés       | Exprimés            | 9 523  | 86,71  |  |  |
| * député sortant |                |                     |        |        |  |  |

#### Seconde circonscription de Saint-Quentin
|                  | François Malézieux* | Gauche républicaine | 12 252 | 100,00 |  |  |
|                  |                     |                     |        |        |  |  |
| Inscrits         | Inscrits            | Inscrits            | 18 634 | 100,00 |  |  |
| Abstentions      | Abstentions         | Abstentions         | 5 372  | 28,83  |  |  |
| Votants          | Votants             | Votants             | 13 262 | 71,17  |  |  |
| Blancs et nuls   | Blancs et nuls      | Blancs et nuls      | 1 010  | 7,62   |  |  |
| Exprimés         | Exprimés            | Exprimés            | 12 252 | 92,38  |  |  |
| * député sortant |                     |                     |        |        |  |  |

#### Circonscription de Soissons
|                | Victor Deviolaine | Constitutionnel | 9 147  | 60,37  |  |  |
|                | Étienne Choron    | Centre-gauche   | 6 005  | 39,63  |  |  |
|                |                   |                 |        |        |  |  |
| Inscrits       | Inscrits          | Inscrits        | 18 424 | 100,00 |  |  |
| Abstentions    | Abstentions       | Abstentions     | 3 160  | 17,15  |  |  |
| Votants        | Votants           | Votants         | 15 264 | 82,85  |  |  |
| Blancs et nuls | Blancs et nuls    | Blancs et nuls  | 112    | 0,73   |  |  |
| Exprimés       | Exprimés          | Exprimés        | 15 152 | 99,27  |  |  |

#### Première circonscription de Vervins
|                  | Joseph Soye*   | Gauche républicaine | 8 361  | 92,43  |  |  |
|                  | Autres         |                     | 725    | 7,57   |  |  |
|                  |                |                     |        |        |  |  |
| Inscrits         | Inscrits       | Inscrits            | 16 670 | 100,00 |  |  |
| Abstentions      | Abstentions    | Abstentions         | 7 092  | 42,54  |  |  |
| Votants          | Votants        | Votants             | 9 578  | 57,46  |  |  |
| Blancs et nuls   | Blancs et nuls | Blancs et nuls      | 492    | 5,06   |  |  |
| Exprimés         | Exprimés       | Exprimés            | 9 086  | 94,94  |  |  |
| * député sortant |                |                     |        |        |  |  |

#### Seconde circonscription de Vervins
|                  | Edmond Turquet* | Gauche républicaine | 8 118  | 72,3   |  |  |
|                  | M. Lenain       | Monarchiste         | 2 277  | 20,28  |  |  |
|                  | Autres          |                     | 833    | 7,42   |  |  |
|                  |                 |                     |        |        |  |  |
| Inscrits         | Inscrits        | Inscrits            | 16 084 | 100,00 |  |  |
| Abstentions      | Abstentions     | Abstentions         | 4 623  | 28,74  |  |  |
| Votants          | Votants         | Votants             | 11 461 | 71,26  |  |  |
| Blancs et nuls   | Blancs et nuls  | Blancs et nuls      | 233    | 2,03   |  |  |
| Exprimés         | Exprimés        | Exprimés            | 11 228 | 97,97  |  |  |
| * député sortant |                 |                     |        |        |  |  |

### Élus en 1871
| Député                      | Parti / Idéologie | Parti / Idéologie   | Début           | Fin         |
| --------------------------- | ----------------- | ------------------- | --------------- | ----------- |
| M. Charles Fouquet          |                   | Centre-gauche       | 12 février 1871 | 7 mars 1876 |
| M. Gaston Ganault           |                   | Gauche modérée      | 2 juillet 1871  | 7 mars 1876 |
| M. Jean-Baptiste Godin      |                   | Gauche républicaine | 12 février 1871 | 7 mars 1876 |
| M. Aimé Leroux              |                   | Centre-gauche       | 12 février 1871 | 7 mars 1876 |
| M. François Malézieux       |                   | Gauche républicaine | 12 février 1871 | 7 mars 1876 |
| M. Henri Martin             |                   | Gauche républicaine | 12 février 1871 | 7 mars 1876 |
| M. Joseph Soye              |                   | Gauche républicaine | 12 février 1871 | 7 mars 1876 |
| M. Edmond de Tillancourt    |                   | Centre-gauche       | 12 février 1871 | 7 mars 1876 |
| M. Edmond Turquet           |                   | Gauche républicaine | 12 février 1871 | 7 mars 1876 |
| M. Henri Villain            |                   | Gauche républicaine | 12 février 1871 | 7 mars 1876 |
| M. William Henry Waddington |                   | Centre-gauche       | 12 février 1871 | 7 mars 1876 |